# FPM (アルバム)
『FPM』（エフピーエム）は、Fantastic Plastic Machineの6枚目のアルバムである。前作から3年半ぶりのニューアルバムであり、このアルバムよりアーティスト表記がFPMに改名された記念すべき盤でもある。
本作に収録されている曲の半数はCMソングである。

## 収録曲
1. If you do, I do (威風堂々)
  - エドワード・エルガー作曲のクラシック『威風堂々』のハウスカバーであり、DJ YASAをフィーチャーしている。
  - UNIQLO CALENDAR第3弾、秋編のテーマソング
  - プロ野球2020年シーズン、オリックス・バファローズの本拠地での試合前、ビジタチームスタメン紹介の際に使用されていた。
2. Without You
  - MONKEY MAJIKをフィーチャーしたリードトラックでありPVが存在する。
3. I Think
  - ロッテ「キシリトールエクシー」CMソング
4. Hey Ladies
  - 資生堂GRANAS CMソング（滝川クリステル、鈴木京香出演）
5. Can't You Feel It?
  - ベンジャミン・ダイヤモンドをフィーチャー
6. Forever Mine
7. Madness
8. Sex
  - アルバムSymmetrySに収録された曲
9. Alphabet
  - 山本モナをフィーチャー
10. Telephone & Whiskey
11. No Matter What Others Say
12. Ai No Yume
  - フランツ・リスト作曲の『愛の夢 第3番変イ長調』を、サックス奏者の清水靖晃とフィーチャーした曲。
  - UNIQLO CALENDAR第1弾、春編のテーマソング